# Parabelbella exserta
Parabelbella exserta är en kvalsterart som först beskrevs av Wang 1994.  Parabelbella exserta ingår i släktet Parabelbella och familjen Damaeidae. Inga underarter finns listade i Catalogue of Life.